# Trachysphyrus penai
Trachysphyrus penai är en stekelart som beskrevs av Porter 1967. Trachysphyrus penai ingår i släktet Trachysphyrus och familjen brokparasitsteklar. Inga underarter finns listade i Catalogue of Life.